# Franz Podezin
Franz Podezin (* 28. Februar 1911 in Wien; † um 1995) war in der Marktgemeinde Rechnitz im Burgenland der NSDAP-Ortsgruppenführer, SS-Sturmscharführer und Leiter der örtlichen Gestapo-Dienststelle.

## Leben
Podezin trat zum 1. Mai 1932 der NSDAP (Mitgliedsnummer 903.881) und im selben Jahr der SS bei (SS-Nummer 39.420), war Ortsgruppenleiter und Gestapobeamter in Rechnitz und verantwortlich für den Unterabschnitt Rechnitz I beim Bau des Südostwalls, bei dem jüdische Zwangsarbeiter eingesetzt wurden. Er gilt als einer der Hauptverantwortlichen für das am 24. und 25. März 1945 durchgeführte Massaker von Rechnitz.
Nach dem Krieg arbeitete er im Auftrag der Amerikaner für den BND in der DDR. Er kehrte zurück in den Westen und lebte bis 1963 in Kiel als unauffälliger Versicherungsangestellter. Als die Staatsanwaltschaft Dortmund 1963 ein Verfahren wegen mehrfachen Mordes gegen ihn eröffnete, floh er nach Dänemark und von dort in die Schweiz, wo er von einem Hotel in Basel aus Margit von Batthyány und den ehemaligen Batthyány’schen Gutsverwalter Hans Joachim Oldenburg erpresste. Zuletzt gesehen wurde Podezin in Johannesburg, Südafrika, wo er Untermieter von Josef Helmut Hansel war und unweit des Stadtteils Alexandra wohnte. Die Firma Hytec, für die er in Südafrika tätig war, soll heute noch mit Thyssen-Krupp zusammenarbeiten. Podezin starb Mitte der Neunzigerjahre.